# Three Imaginary Boys
| Recensione     | Giudizio |
| -------------- | -------- |
| AllMusic       | [ 3 ]    |
| Ondarock       | [ 4 ]    |
| Pitchfork      | [ 5 ]    |
| Rolling Stone  | [ 6 ]    |
| Smash Hits     | [ 7 ]    |
| Piero Scaruffi | [ 8 ]    |

Three Imaginary Boys è l'album di debutto del gruppo inglese The Cure, pubblicato l'8 maggio del 1979 dalla Fiction Records.
Dopo la prima edizione, l'album venne pubblicato, nel febbraio del 1980, negli Stati Uniti, in Canada e in Australia con alcune differenze nella lista dei brani e con un nuovo titolo, Boys Don't Cry.

## Descrizione
(Robert Smith)
All'inizio del 1979 i Cure erano un trio, formato dal bassista Michael Dempsey, dal batterista Lol Tolhurst e dal cantante-chitarrista Robert Smith, e avevano realizzato solo alcuni demo. Chris Parry, produttore della Polydor, rimase colpito dalle loro prime registrazioni e decise di metterli sotto contratto con la sua nuova etichetta, la Fiction Records, per produrre il loro primo album, dopo aver già seguito la produzione del loro primo singolo, Killing an Arab.
Le registrazioni del disco vennero effettuate tra l'autunno e l'inverno del 1978, a Londra, presso i Morgan Studios.
Nonostante la buona accoglienza da parte della critica, Smith non rimase soddisfatto del disco. Dal punto di vista sonoro rimase deluso dal lavoro di Parry, che alla fine si dimostrò diverso da quello che Smith aveva in mente per la sua band.
In quel momento storico, i Cure, nemmeno ventenni, erano ancora troppo inesperti per gestire alcune decisioni riguardo certe scelte artistiche. La casa discografica ebbe un controllo pressoché totale rispetto a quali canzoni avrebbero dovuto comparire sul disco, come anche sulla copertina. Il tutto senza chiedere l'assenso di Smith. Dopo questa esperienza, Smith decise che si sarebbe occupato direttamente della produzione di tutti i successivi album dei Cure, in modo da avere il controllo creativo del prodotto finale.
Lo stile musicale dell'album è molto scarno, con richiami al punk, anche se si intuisce già tutta la potenzialità dark del gruppo. L'album contiene anche l'unica canzone dei Cure non cantata da Robert Smith. Foxy Lady, cover del brano di Jimi Hendrix, venne infatti cantata dal bassista Michael Dempsey. La canzone, inizialmente, non doveva far parte della tracklist dell'album, dato che veniva utilizzata dal gruppo solo nei soundcheck che precedevano i concerti, e venne poi esclusa nella versione americana dell'album, intitolata Boys Don't Cry.

### Copertina
La cover dell'album, raffigurante tre elettrodomestici su sfondo rosa (una lampada, un frigorifero e un aspirapolvere), venne ideata dal designer della Polydor Bill Smith, già autore della copertina del singolo Killing an Arab. La foto venne invece realizzata da Martyn Goddard.
L'idea della casa discografica era quella di rappresentare, in maniera figurata, la "non immagine" della band. Per questa ragione, i titoli stessi delle canzoni vennero sostituiti da dei simboli. Robert Smith dichiarò in futuro di non aver mai amato l'artwork del disco, arrivando a definirlo «una grande stronzata», in un'intervista del 2000. Gli altri due membri del gruppo non furono così negativi nei confronti della grafica dell'album, limitandosi ad acconsentire. Lol Tolhurst diede anche una sua interpretazione ironica degli oggetti in copertina: 
(Lol Tolhurst)

### Accoglienza
Nonostante le perplessità di Smith riguardo al risultato finale, Three Imaginary Boys venne ben accolto dalla critica alla sua uscita. Dave McCullough, della rivista Sounds, recensì positivamente il disco assegnando 5 stellette su 5. McCullough notò la varietà del materiale e definì Grinding Halt "una canzone pop che ricorda gli Isley Brothers o i Buzzcocks". Red Starr, recensendo l'album per Smash Hits, descrisse il disco come un "debutto brillante". Paul Morley, su NME, scrisse invece una recensione assolutamente negativa dell'album. In risposta alle critiche di Morley, Robert Smith riscrisse il testo di Grinding Halt. La canzone, con un nuovo titolo (Desperate Journalist in Ongoing Meaningful Review), venne poi registrata durante una Peel session del 1979.
La recensione retrospettiva apparsa sul sito AllMusic definisce Three Imaginary Boys "un debutto veramente valido". Pitchfork ne parla come di "un disco originale".

## Tracce
Testi e musiche di Michael Dempsey, Robert Smith e Laurence Tolhurst, eccetto dove indicato.

### LP
Lato A
1. 10:15 Saturday Night – 3:40
2. Accuracy – 2:16
3. Grinding Halt – 2:48
4. Another Day – 3:41
5. Object – 2:59
6. Subway Song – 1:56

Lato B
1. Foxy Lady – 2:26 (Jimi Hendrix)
2. Meathook – 2:16
3. So What? – 2:33
4. Fire in Cairo – 3:19
5. It's Not You – 2:19
6. Three Imaginary Boys – 3:13
7. The Weedy Burton (ghost track) – 0:50

### 2004 - Edizione rimasterizzata Deluxe
Disco 1 –Three Imaginary Boys
1. 10:15 Saturday Night – 3:40
2. Accuracy – 2:16
3. Grinding Halt – 2:48
4. Another Day – 3:41
5. Object – 2:59
6. Subway Song – 1:56
7. Foxy Lady – 2:26 (Jimi Hendrix)
8. Meathook – 2:16
9. So What? – 2:33
10. Fire in Cairo – 3:19
11. It's Not You – 2:19
12. Three Imaginary Boys – 3:13
13. The Weedy Burton (ghost track) – 0:50

Disco 2 – Rarities 1977-1979
1. I Want to Be Old () (@) - 2:35 (feat. Porl Thompson - chitarra solista) (Sav studio demo 10/77 - inedita) – 2:35
2. I'm Cold (feat. Porl Thompson - chitarra solista) (Sav studio demo 10/77 - inedita) – 3:20
3. Heroin Face (feat. Porl Thompson - chitarra solista) (live in The Rocket, Crawley 12/77 - già pubblicata su Curiosity 1984) – 2:40
4. I Just Need Myself (feat. Porl Thompson - chitarra solista) (PSL studio demo 1/78 - inedita) – 2:14
5. 10:15 Saturday Night (RS home demo 2/78 - inedita) – 4:36
6. The Cocktail Party (feat. Porl Thompson - chitarra solista) (home demo 3/78 - inedita) – 4:17
7. Grinding Halt (feat. Porl Thompson - chitarra solista) (home demo 4/78 - inedita) – 3:31
8. Boys Don't Cry (Chestnut studio demo 5/78 - già pubblicata su Curiosity 1984) – 2:45
9. It's Not You (Chestnut studio demo 5/78 - inedita) – 3:16
10. 10:15 Saturday Night (Chestnut studio demo 5/78 - inedita) – 3:41
11. Fire in Cairo (Chestnut studio demo 5/78 - inedita) – 3:42
12. Winter (Three Imaginary Boys studio outtake 10/78 - inedita) – 3:47
13. Faded Smiles (aka I Don't Know) (Three Imaginary Boys studio outtake 10/78 - inedita) – 2:16
14. Play with Me (Three Imaginary Boys studio outtake 10/78 - inedita) – 3:30
15. World War (sulle prime copie di Boys Don't Cry del 1979) – 2:38
16. Boys Don't Cry (già nell'album Boys Don't Cry del 1979 - singolo) – 2:37
17. Jumping Someone Else's Train (già nell'album Boys Don't Cry del 1979 - singolo) – 2:59
18. Subway Song (live in Nottingham 10/79 - già pubblicata su Curiosity 1984) – 2:28
19. Accuracy (live in Nottingham 10/79 - inedita) – 2:35
20. 10:15 Saturday Night (live in Nottingham 10/79 - inedita) – 4:38

Durata totale: 64:05

## Singoli
- 10:15 Saturday Night (1979). Solo in Francia. B-sides: Foxy Lady, Accuracy.